# Slujitor al lui Dumnezeu

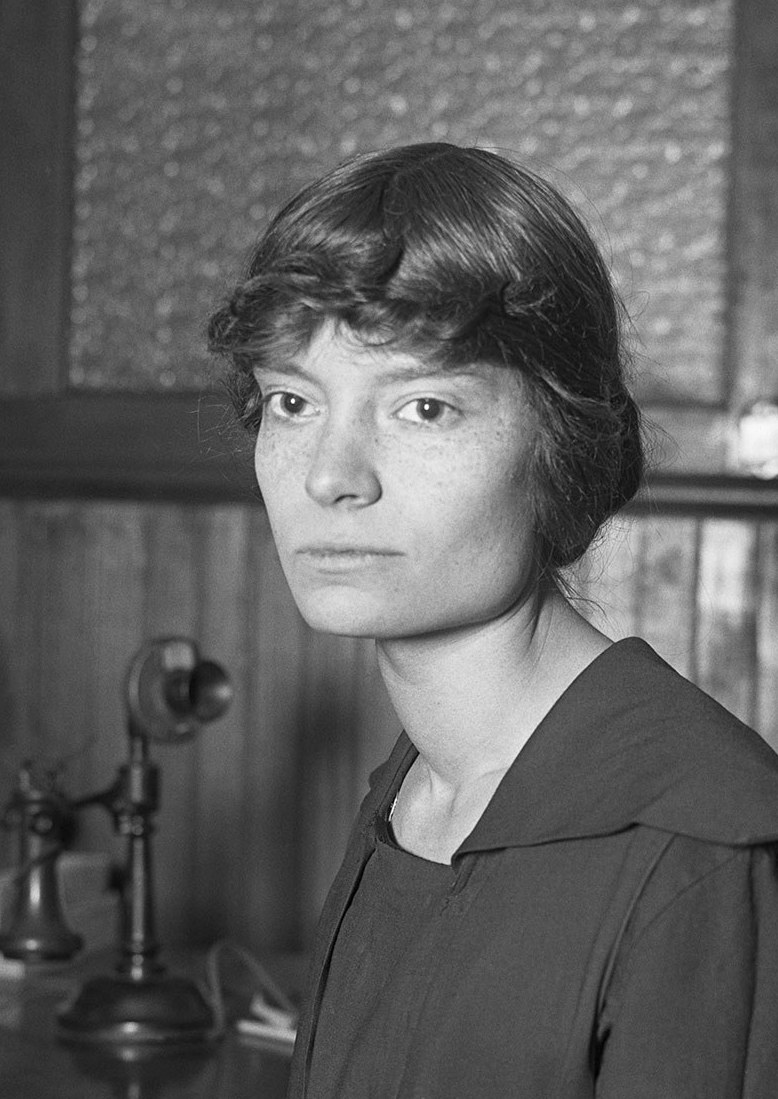
Dorothy Day

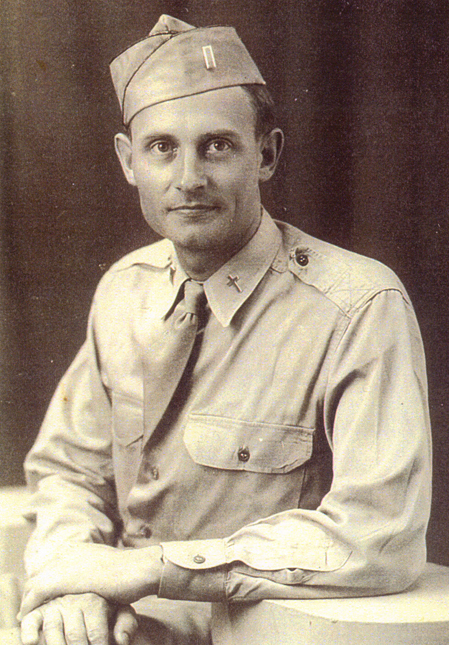
Emil Kapaun

Slujitor (slujitoare) al lui Dumnezeu este titlul acordat de Biserica Catolică în prima etapă a unui proces de beatificare, adică de recunoaștere a cuiva ca fericit, apoi sfânt.